# 지포스 RTX 40 시리즈
지포스 RTX 40 시리즈(GeForce RTX 40 series)는 지포스 30 시리즈의 뒤를 잇는, 엔비디아가 개발한 그래픽 처리 장치 계열이다. 이 시리즈는 2022년 9월 20일 GTC 이벤트의 GTC 2022 지포스 비욘드 어 스페셜 브로드캐스트(GeForce Beyond A Special Broadcast)에서 발표되었으며 2022년 10월 12일 선적을 시작할 것으로 예상된다. 에이다 러브레이스(Ada Lovelace) 아키텍처에 기반을 두며 엔비디아 3세대 RT 코어와 4세대 텐서 코어를 갖춘 하드웨어 가속 광선 추적(RTX) 기능을 지원한다.

## 상세 내용
에이다 러브레이스 아키텍처의 아키텍처의 강조점은 다음을 포함한다:
- CUDA 컴퓨트 캐퍼빌리티 8.9[4]
- TSMC 4N 공정 (엔비디아를 위해 커스텀 설계)[1] - N4와 구별
- 4세대 텐서 코어(FP8, FP16, bfloat16, TensorFloat-32 (TF32), sparsity 가속)
- 3세대 레이 트레이싱 코어 (동시 레이 트레이싱, 셰이딩, 연산과 함께)
- 셰이더 실행 순서 재조정(Shader Execution Reordering) - 개발자가 활성화해야 한다[5]
- 듀얼 NVENC와 8K 10비트 120FPS AV1 고정 함수 하드웨어 인코딩 기능[6][7]
- 새로운 세대의 옵티컬 플로우 액셀러레이터로 DLSS 3.0 기반 AI 중간 프레임 생성을 지원[8]
- NVLink 지원 제거[9]
- DisplayPort 1.4a 및 HDMI 2.1 디스플레이 연결
- 배정밀도(FP64) 성능은 단정밀도(FP32) 성능의 1/64이다.

## 출시
RTX 4090은 2022년 10월 12일 1,599달러로 시리즈의 첫 번째 모델로 출시되었으며 16GB RTX 4080은 2022년 11월 16일 1,199달러로 출시되었다. RTX 4080 12GB는 2022년 9월 899달러로 발표되었지만, 미디어의 일부 논란 이후 엔비디아에서 "미출시"되었다. 2023년 1월 5일, 해당 모델은 799달러로 RTX 4070 Ti로 출시되었다. RTX 4070은 2023년 4월 13일에 599달러 MSRP로 출시되었다. RTX 4060 Ti는 2023년 5월 24일에 399달러로 출시되었고, RTX 4060은 2023년 6월 29일에 299달러로 출시되었다. RTX 4060 Ti 16GB는 2023년 7월 18일에 499달러로 출시되었다. 2024년 1월 8일, 엔비디아는 RTX 4070 Super를 599달러, RTX 4070 Ti Super를 799달러, RTX 4080 Super를 999달러로 출시했다. 이 그래픽 카드는 원래 모델보다 더 높은 사양과 낮은 가격으로 출시되었다. 이와 같은 맥락으로, RTX 4080과 RTX 4070 Ti는 Super 시리즈 출시로 생산이 중단되었지만, 4070은 계속 생산될 예정이다. 2024년 8월, 엔비디아는 "공급 및 가용성을 개선하기 위해"라는 이유로 다른 모든 사양은 동일하지만 20Gbps GDDR6로 작동하는 RTX 4070 카드의 변형을 출시했다.

## 제품

### 데스크탑
- RTX 4060과 RTX 4060 Ti, 그리고 RTX 4070의 후기 버전은 GDDR6 비디오 메모리를 사용한다. 다른 모든 카드는 마이크론이 제조한 GDDR6X 비디오 메모리를 사용한다.
- RTX 4060과 RTX 4060 Ti는 제한된 8레인 PCI Express 4.0 버스 인터페이스를 갖는다. 다른 모든 카드는 전체 16레인을 지원한다.
- 2024년 8월에 출시된 20Gbps GDDR6 VRAM을 탑재한 RTX 4070의 더 느린 변형 (한 리뷰에 따르면 평균 1% 느림[14]). 다른 모든 사양은 동일하다.[12][13]

| 모델                      | 시작일                       | 시작 MSRP (USD)                          | 암호명    | 트랜지스터 (10억) | 다이 크기 (mm2) | 코어 구성             | SM 수 | L2 캐시 (MB) | 클럭 속도       | 클럭 속도     | 필레이트      | 필레이트        | 메모리    | 메모리        | 메모리        | 처리 전력 (TFLOPS)      | 처리 전력 (TFLOPS)        | 처리 전력 (TFLOPS)        | 처리 전력 (TFLOPS)     | TDP (와트) |
| 모델                      | 시작일                       | 시작 MSRP (USD)                          | 암호명    | 트랜지스터 (10억) | 다이 크기 (mm2) | 코어 구성             | SM 수 | L2 캐시 (MB) | 코어 클럭 (MHz) | 메모리 (GT/s) | 화소 (Gpx/s)  | 텍스처 (Gtex/s) | 크기 (GB) | 대역폭 (GB/s) | 버스폭 (비트) | Half precision (부스트) | Single precision (부스트) | Double precision (부스트) | 텐서 연산 (non-sparse) | TDP (와트) |
| ------------------------- | ---------------------------- | ---------------------------------------- | --------- | ----------------- | --------------- | --------------------- | ----- | ------------ | --------------- | ------------- | ------------- | --------------- | --------- | ------------- | ------------- | ----------------------- | ------------------------- | ------------------------- | ---------------------- | ---------- |
| GeForce RTX 4060          | 2023년 6월 29일              | 299                                      | AD107-400 | 18.9              | 146             | 3072 96:32:20:96      | 24    | 24           | 1830 (2460)     | 17            | 58.6 (78.7)   | 175.7 (236.2)   | 8         | 272           | 128           | (15.11)                 | (15.11)                   | (0.236)                   |                        | 115 W      |
| GeForce RTX 4060 Ti       | 2023년 5월 24일              | 399                                      | AD106-350 | 22.9              | 190             | 4352 136:48:34:136    | 34    | 32           | 2310 (2540)     | 18            | (121.7)       | (344.8)         | 8         | 288           | 128           | (22.06)                 | (22.06)                   | (0.345)                   |                        | 160 W      |
| GeForce RTX 4060 Ti       | 2023년 7월 18일              | 499                                      | AD106-351 | 22.9              | 190             | 4352 136:48:34:136    | 34    | 32           | 2310 (2540)     | 18            | (121.7)       | (344.8)         | 16        | 288           | 128           | (22.06)                 | (22.06)                   | (0.345)                   | 165 W                  |            |
| GeForce RTX 4070          | 2023년 4월 13일              | 599                                      | AD104-250 | 35.8              | 294.5           | 5888 184:64:46:184    | 46    | 36           | 1920 (2475)     | 21            | 122.9 (158.4) | 353.3 (455.4)   | 12        | 504           | 192           | 22.61 (29.15)           | 22.61 (29.15)             | 0.353 (0.455)             | 116.8 [233.6]          | 200 W      |
| GeForce RTX 4070 Super    | 2024년 1월 17일              | 599                                      | AD104-350 | 35.8              | 294.5           | 7168 224:80:56:224    | 56    | 48           | 1980 (2475)     | 21            | 158.4 (198)   | 443.5 (554.4)   | 12        | 504           | 192           | (35.48)                 | (35.48)                   | (0.554)                   |                        | 220 W      |
| GeForce RTX 4070 Ti       | 2023년 1월 5일               | 799                                      | AD104-400 | 35.8              | 294.5           | 7680 240:80:60:240    | 60    | 48           | 2310 (2610)     | 21            | 184.8 (208.8) | 554.4 (626.4)   | 12        | 504           | 192           | 35.48 (40.09)           | 35.48 (40.09)             | 0.554 (0.626)             | 160.4 [320.8]          | 285 W      |
| GeForce RTX 4070 Ti Super | 2024년 1월 24일              | 799                                      | AD103-275 | 45.9              | 378.6           | 8448 264:96:66:264    | 66    | 48           | 2340 (2610)     | 21            | 224.6 (292.3) | 617.8 (689)     | 16        | 672           | 256           | (44.1)                  | (44.1)                    | (0.689)                   |                        | 285 W      |
| GeForce RTX 4080 (12 GB)  | 미출시                       | 899                                      | AD104-400 | 35.8              | 294.5           | 7680 240:80:60:240    | 60    | 48           | 2310 (2610)     | 21            | 184.8 (208.8) | 554.4 (626.4)   | 12        | 504.2         | 192           | 35.48 (40.09)           | 35.48 (40.09)             | 0.554 (0.626)             | 160.4 [320.8]          | 285 W      |
| GeForce RTX 4080          | 2022년 11월 16일             | 1,199                                    | AD103-300 | 45.9              | 378.6           | 9728 304:112:76:304   | 76    | 64           | 2210 (2505)     | 22.4          | 247.5 (280.6) | 671.8 (761.5)   | 16        | 716.8         | 256           | 42.99 (48.74)           | 42.99 (48.74)             | 0.672 (0.762)             | 194.9 [389.8]          | 320 W      |
| GeForce RTX 4080 Super    | 2024년 1월 31일              | 999                                      | AD103-400 | 45.9              | 378.6           | 10240 320:112:80:320  | 80    | 64           | 2205 (2550)     | 23            | 246.9 (280.6) | 705.6 (801.6)   | 16        | 736           | 256           | (51.3)                  | (51.3)                    | (0.802)                   |                        | 320 W      |
| GeForce RTX 4090 D        | 2023년 12월 28일 (중국 한정) | ¥12,999 ($연도가 정의되지 않음: "2,023") | AD102-250 | 76.3              | 608.5           | 14592 456:176:114:456 | 114   | 72           | 2280 (2520)     | 21            | 401.2 (443.5) | 1,040 (1,149)   | 24        | 1008          | 384           | (73.54)                 | (73.54)                   | (1.149)                   |                        | 425 W      |
| GeForce RTX 4090          | 2022년 10월 12일             | 1,599                                    | AD102-300 | 76.3              | 608.5           | 16384 512:176:128:512 | 128   | 72           | 2230 (2520)     | 21            | 392.5 (443.5) | 1,142 (1,290)   | 24        | 1008          | 384           | 73.07 (82.58)           | 73.07 (82.58)             | 1.142 (1.290)             | 330.3 [660.6]          | 450 W      |

### 모바일
- 모든 SKU는 GDDR6 메모리를 탑재했다.

| 모델                    | 출시            | 암호명           | 트랜지스터 (10억) | 다이 크기 (mm2) | 코어 구성           | SM 수 | L2 캐시 (MB) | 클럭 속도             | 클럭 속도     | 메모리    | 메모리        | 메모리        | TDP      |
| 모델                    | 출시            | 암호명           | 트랜지스터 (10억) | 다이 크기 (mm2) | 코어 구성           | SM 수 | L2 캐시 (MB) | 코어 클럭 (MHz)       | 메모리 (GT/s) | 크기 (GB) | 대역폭 (GB/s) | 버스폭 (비트) | TDP      |
|                         |                 |                  |                   |                 |                     |       |              |                       |               |           |               |               |          |
| ----------------------- | --------------- | ---------------- | ----------------- | --------------- | ------------------- | ----- | ------------ | --------------------- | ------------- | --------- | ------------- | ------------- | -------- |
| GeForce RTX 4050 Laptop | 2023년 1월 22일 | AD107 (GN21-X2)  | 18.9              | 156             | 2560 80:32:20:80    | 20    | 12           | 1140–2370 (1605–2370) | 16            | 6         | 192           | 96            | 35–115 W |
| GeForce RTX 4060 Laptop | 2023년 1월 22일 | AD107 (GN21-X4)  | 18.9              | 156             | 3072 96:32:24:96    | 24    | 32           | 1140–2295 (1470–2370) | 16            | 8         | 256           | 128           | 35–115 W |
| GeForce RTX 4070 Laptop | 2023년 1월 22일 | AD106 (GN21-X6)  | 22.9              | 186             | 4608 144:48:36:144  | 36    | 32           | 735–2070 (1230–2175)  | 16            | 8         | 256           | 128           | 35–115 W |
| GeForce RTX 4080 Laptop | 2023년 1월 8일  | AD104 (GN21-X9)  | 35.8              | 294.5           | 7424 232:80:58:232  | 58    | 48           | 795–1860 (1350–2280)  | 18            | 12        | 432           | 192           | 60–150 W |
| GeForce RTX 4090 Laptop | 2023년 1월 8일  | AD103 (GN21-X11) | 45.9              | 378.6           | 9728 304:112:76:304 | 76    | 64           | 930–1620 (1455–2040)  | 18            | 16        | 576           | 256           | 80–150 W |

1. 1 2  셰이더 프로세서: 텍스처 매핑 유닛: 렌더 출력 유닛: 레이 트레이싱 코어: 텐서 코어
2. 1 2  GPU의 스트리밍 멀티프로세서 수
3. 1 2  코어 부스트 값(가능한 경우)은 괄호 안에 기본 값 아래에 명시
4. ↑  픽셀 필레이트는 세 가지 숫자 중 가장 낮은 값으로 계산: ROP 수 곱하기 기본 코어 클럭 속도, 래스터라이저 수 곱하기 래스터라이저당 생성 가능한 프래그먼트 수 곱하기 기본 코어 클럭 속도, 스트리밍 멀티프로세서 수 곱하기 클럭당 출력 가능한 프래그먼트 수 곱하기 기본 클럭 속도
5. ↑  텍스처 필레이트는 TMU 수 곱하기 기본 코어 클럭 속도로 계산

## 논란

### RTX 4080 12GB
RTX 4080 12GB 버전이 발표되었을 때, 많은 언론, 저명한 유튜버, 리뷰어, 그리고 커뮤니티는 엔비디아가 이전 세대의 XX80급 카드들이 같은 시리즈의 다른 카드들과 비교했을 때 보여준 성능과 16GB 버전과의 큰 사양 및 성능 차이를 고려할 때, 이 카드를 RTX 4080으로 마케팅하는 것에 대해 비판했다. 비판은 엔비디아의 명명 체계에 집중되었다. 두 가지 4080 모델, "RTX 4080 12GB"와 "RTX 4080 16GB"가 제공될 예정이었고, 명백한 해석은 두 제품의 유일한 차이가 VRAM 용량의 차이일 것이라는 것이었다. 그러나 동일한 등급 내에서 다른 메모리 구성으로 출시된 엔비디아 GPU의 다른 예와 달리, 이전 세대 GPU는 일반적으로 처리 성능이 매우 유사했지만 RTX 4080 12GB는 완전히 다른 처리 장치와 메모리 아키텍처를 사용한다. 4080 12GB는 16GB 버전의 AD103 다이보다 27% 적은 CUDA 코어를 특징으로 하는 AD104 다이를 사용할 예정이었다. 또한 TDP가 감소(285W - 16GB 버전은 최대 320W로 설정)하고, 192비트 메모리 버스가 축소될 예정이었다. 이전 세대(지포스 GTX 10, RTX 20 및 RTX 30 시리즈)에서는 192비트 버스 너비가 XX60급 카드 이하에만 적용되었다. 이러한 변경 사항으로 인해 이 카드는 메모리 독립적인 성능에서 RTX 4080 16GB보다 최대 30% 느렸으며, 이전 세대 XX70급 카드(RTX 3070의 500달러에 비해 900달러, 약 80% 더 비쌈)보다 훨씬 높은 가격으로 책정되었다.
2022년 10월 14일, 엔비디아는 명명 체계로 인한 혼란 때문에 RTX 4080 12GB의 출시를 "미출시"할 것이라고 발표했다. 즉, 출시를 연기했다. RTX 4080 16GB의 출시는 영향을 받지 않았다.
2023년 1월 3일, 엔비디아는 CES 2023에서 RTX 4080 12GB를 RTX 4070 Ti로 다시 출시하고 정가를 100달러 인하했다. 4070 Ti의 생산은 4070 Ti Super 출시로 중단되었다.

### 12VHPWR 커넥터 고장

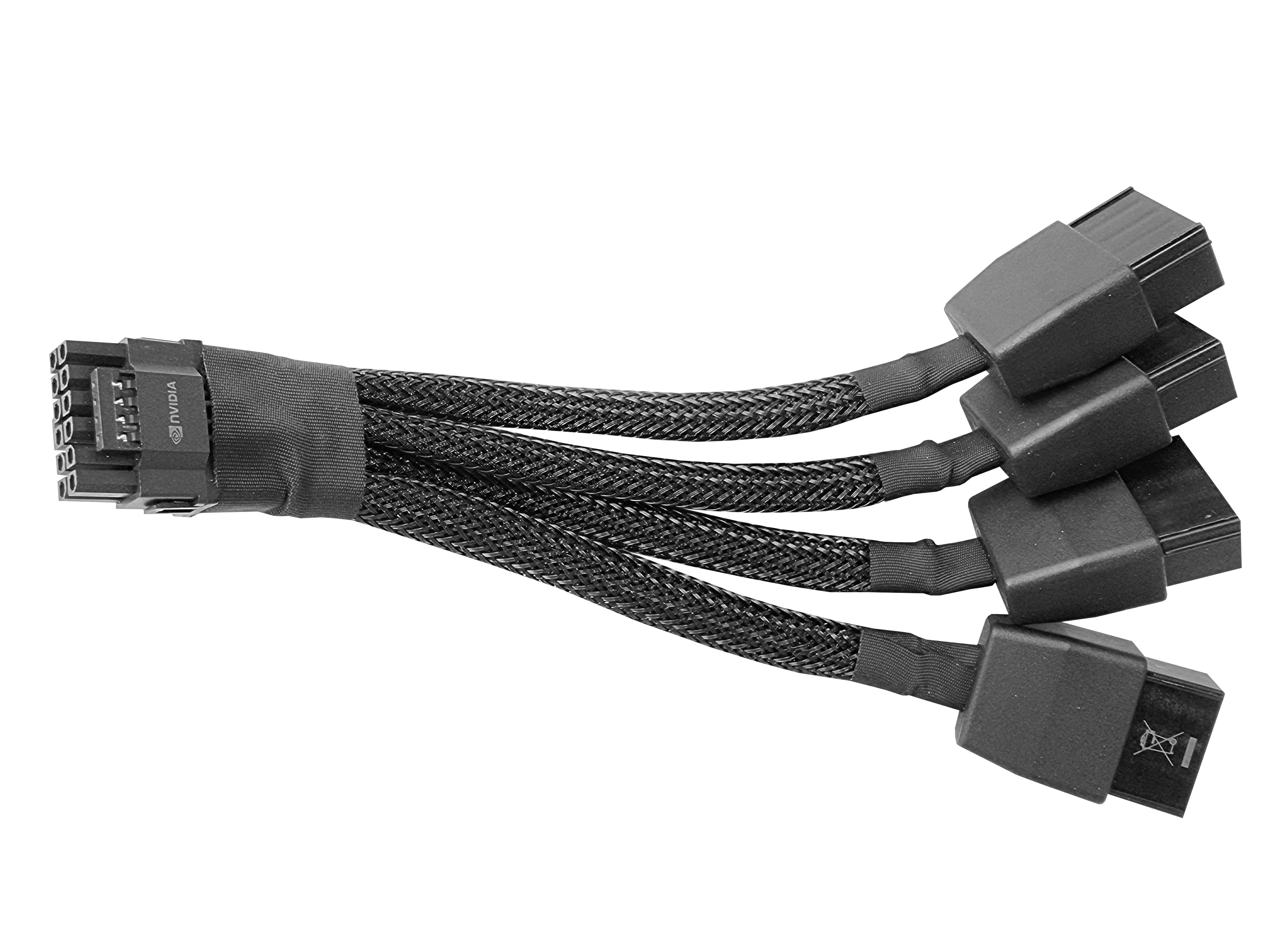
RTX 4090 카드와 함께 제공되는 엔비디아 12VHPWR 어댑터

새로운 커넥터를 사용한 첫 GPU인 엔비디아 RTX 4090의 일부 구매자들은 RTX 4090의 커넥터가 녹고 있다고 보고했으며, 이는 이를 설명하기 위한 여러 이론을 촉발했다. 조사 후 여러 소스는 주요 원인이 12VHPWR 커넥터가 완전히 장착되지 않은 상태에서 부하가 가해져 커넥터 핀의 과열을 초래하고, 이로 인해 플라스틱 하우징이 녹는 것이라고 보고했다.
12VHPWR 커넥터 생성을 담당하는 표준화 기구인 PCI-SIG는 실패에 따라 커넥터 사양을 변경하기로 결정했다.
녹는 12VHPWR 케이블에 대해 엔비디아를 상대로 집단 소송이 제기되었으며, 소송은 "현재 상태로 판매되어서는 안 되는 위험한 제품"이라고 명시하고 있다. 소송을 제기한 원고는 엔비디아가 부당 이득을 취하고, 제품 보증을 위반했으며, 사기를 저질렀다고 주장하며, 엔비디아가 피해를 입은 고객에게 배상금을 지불할 것을 요구하고 있다.
자체 조사 및 테스트 후 엔비디아는 녹는 커넥터에 대한 공식 성명을 발표했다. 그들은 녹는 커넥터가 12VHPWR 커넥터를 제대로 삽입하지 않아 부분적인 접촉을 유발하는 사용자 오류로 인해 발생한다고 판단했다. 그들은 녹는 커넥터로 영향을 받은 모든 RTX 4090에 대해 신속한 RMA 프로세스를 제공했다. PCI-SIG는 나중에 성명에서 엔비디아와 그 파트너는 사용자 오류를 고려하여 제품을 테스트해야 한다고 말했다.
사용자 오류에 대한 이러한 주장에도 불구하고, 이러한 문제를 해결하기 위한 개정된 커넥터 디자인이 12V-2x6이라는 새로운 이름으로 도입되었다.
2024년 2월, 미국 소비자 제품 안전 위원회는 케이블모드(Cablemod)에서 제조한 12VHPWR 어댑터에 대한 자발적 리콜을 발표했다. 리콜 서류에 따르면 272건의 보고서가 접수되었으며 약 25,300개가 출하되었다. 리콜은 초기 및 개정된 12V-2x6 (CEM 5.1) 디자인 모두를 사용하는 어댑터를 포함한다.
또한 새 커넥터는 접촉이 불안정해지기 전에 약 30~40회의 결합 주기라는 제한된 수명을 가지고 있다고 보고되었다.
구형 6핀 및 8핀 커넥터는 PCI SIG에서 지정한 전력 제한과 관련하여 제조업체에서 지정한 훨씬 큰 전류 용량을 가지고 있었다는 점이 주목되었다.
| 커넥터         | 8핀 전원                   | 12VHPWR (H+) / 12V-2x6 (H++) |
| -------------- | -------------------------- | ---------------------------- |
| 핀당 정격 전류 | 4 – 7 A                    | 9.5 A                        |
| 정격 전력      | 7 A × 12 V × 3 pin = 252 W | 9.5 A × 12 V × 6 pin = 684 W |
| 지정 전력      | 150 W                      | 525W/600 W                   |
| 안전 계수      | 1.68                       | 1.30/1.14                    |

각주
1. ↑  와이어 단면적에 따라 다름. HCS 타입 단자는 더 낮은 접촉 저항을 가지므로 훨씬 더 높은 전류와 더 많은 결합 주기를 허용한다.
2. ↑  12V에서 모든 해당 핀이 로드된 전체 커넥터에 대한 값. 구형 8핀 전원 커넥터는 접지와 12V 각각에 세 개의 핀만 사용한다. 이 계산에서는 ATX 2.0/3.0 허용 범위를 고려하는 대신 공칭 전압이 사용된다.
3. ↑  PCI-SIG CEM 사양에 지정됨

### RTX 4090 미국 수출 제한
미국 상무부는 2023년에 특정 국가로의 수출에 대해 GeForce RTX 4090에 대한 제한을 시행하기 시작했다. 이는 주로 중국의 AI 개발을 저지하려는 시도로 중국을 겨냥했다. 그러나 이로 인해 중국이 4090을 사재기하기 시작하면서 RTX 4090의 시장 가격이 25% 상승했다. 이로 인해 엔비디아는 RTX 4090D("용", 즉 Dragon을 의미하는 D)라는 중국 전용 RTX 4090 모델을 출시했다. RTX 4090D는 원래 RTX 4090 SKU의 16384 코어에서 14592 CUDA 코어로 줄어든 AD102 다이를 특징으로 한다.
제한은 2023년 11월 17일부터 시작되어 RTX 4090이 중국 및 기타 수출 제한 목록에 포함된 국가에서 효과적으로 금지되었다.

## 반응

### RTX 4090
출시 후, RTX 4090의 성능은 평론가들로부터 칭찬을 받았으며, 톰스 하드웨어는 "현재 최고의 그래픽 카드 중 하나"라고 말했다. PC Gamer의 리뷰는 83/100점을 주며 "에이다가 긴 끈을 받았을 때 제공할 수 있는 극한 성능에 대한 지옥 같은 소개"라고 불렀다. 더 버지의 리뷰에서 톰 워렌은 RTX 4090이 "PC 게임의 새로운 시대를 여는 그래픽 카드의 짐승"이라고 말했다. GamesRadar의 존 로플러는 RTX 4090이 "RTX 3090보다 놀라운 세대 대비 성능 향상"을 제공하며, "엔비디아 GeForce RTX 3090 Ti를 부끄럽게 만들고" "많은 게이머들이 실제로 활용하기에는 너무 강력하다"고 썼다. 독일 온라인 매거진 golem.de는 RTX 4090을 레이 트레이싱을 통해 네이티브 4K 게임이 가능한 최초의 GPU라고 설명하며, 이전 세대와 마찬가지로 "특히 4K에서는 종종 네이티브 해상도를 위해 레이 트레이싱을 포기하는 것이 선호되었다."고 썼다. 게임 성능 외에도 PCWorld의 리뷰는 RTX 4090의 24GB VRAM과 AV1 인코딩 능력으로 콘텐츠 제작자와 스트리머에게 미치는 이점을 강조했으며, 파운더스 에디션의 조용한 작동과 냉각 성능에 대해 긍정적인 평가를 내렸다. USA 투데이의 조안나 넬리우스에 따르면, "RTX 4090은 너무 높은 프레임률을 제공하여 특히 주사율이 144Hz 미만인 경우 4K 모니터 외에는 낭비일 것이다."
하지만 1,599달러부터 시작하는 가격 때문에 가치 제안에 대한 비판도 받았다. TechSpot의 분석에 따르면 1440p에서의 RTX 4090의 가치는 RTX 3090 Ti보다 떨어지며, RTX 4090은 CPU 병목 현상으로 인해 1440p에서는 큰 의미가 없다고 밝혔다. 전력 소비는 RTX 4090에 대한 또 다른 비판 지점이었다. RTX 4090은 이전 세대 모델의 350W TDP에 비해 450W의 TDP를 가지고 있다. 그러나 톰스 하드웨어의 자레드 월튼은 RTX 4090이 RTX 3090 Ti와 동일한 450W TDP를 가지고 있지만, 그 전력 소비로 훨씬 더 높은 성능을 제공한다고 언급했다.
애프터마켓 AIB RTX 4090 모델은 특히 거대한 쿨러 크기로 비판을 받았는데, 일부 모델은 4개의 PCIe 슬롯 높이였다. 이로 인해 많은 메인스트림 PC 케이스에 RTX 4090을 장착하기가 어려웠다. 유튜버 리뷰어 JayzTwoCents는 Asus ROG Strix RTX 4090 모델이 전체 플레이스테이션 5 콘솔과 비슷한 크기임을 보여주었다. 또 다른 비교에서는 엔비디아 RTX 4090 파운더스 에디션을 엑스박스 시리즈 X 옆에 놓고 크기를 비교했다. 일부 모델의 거대한 쿨러는 RTX 4090이 원래 600W까지의 TDP를 갖도록 설계되었지만 공식 450W TDP로 감소하기 전에 그렇게 된 것으로 추정되었다.

### RTX 4080

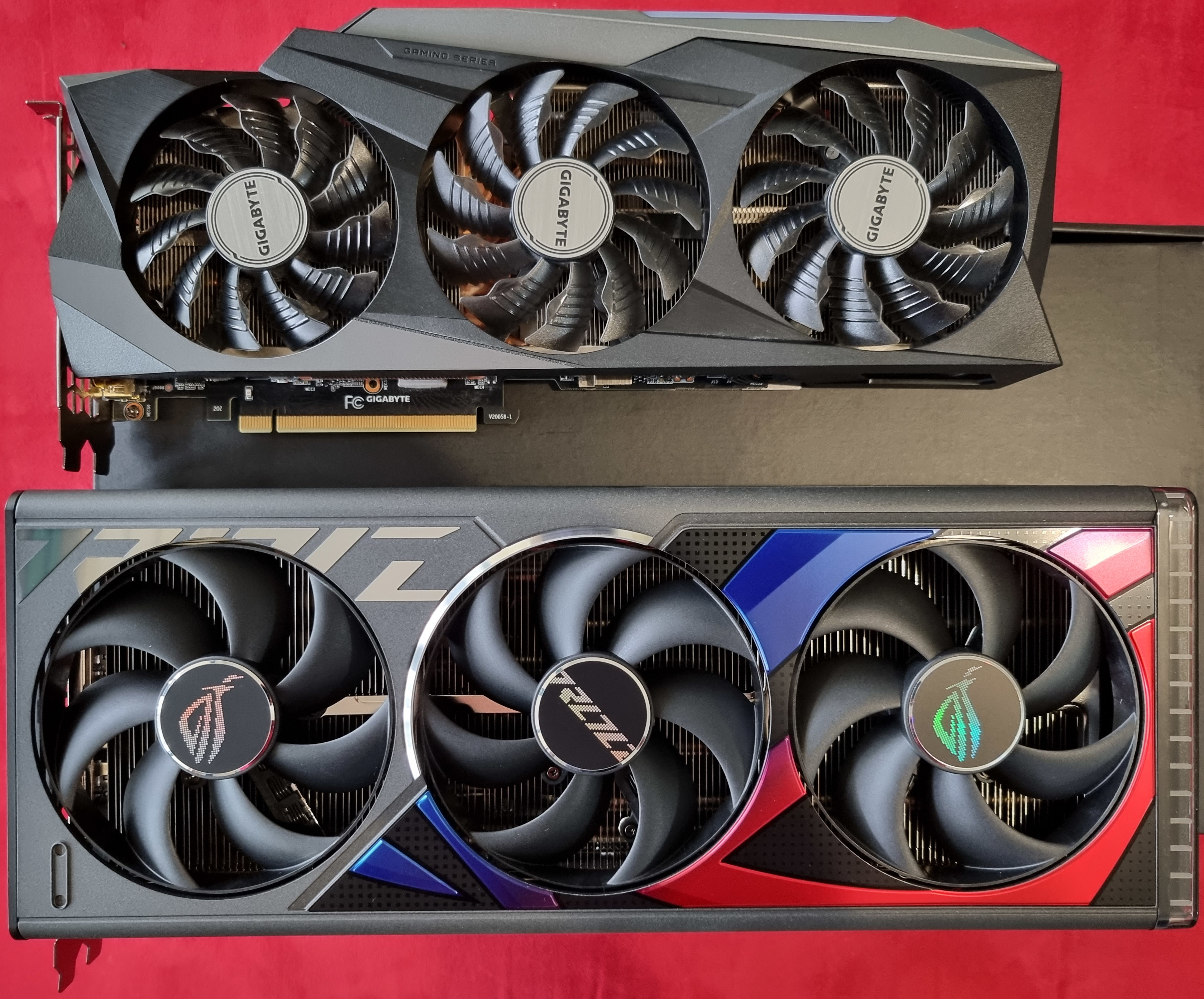
RTX 3090(Gigabyte Gaming OC) 옆에 놓인 RTX 4090(Asus ROG Strix)의 애프터마켓 AIB 모델

RTX 4080은 RTX 4090에 비해 더 엇갈린 평가를 받았다. TechSpot은 RTX 4080에 80/100점을 부여했다. 포브스의 앤토니 레더(Antony Leather)는 RTX 4080이 RTX 3090 Ti보다 꾸준히 더 나은 성능을 보였다고 밝혔다. GPU의 전력 효율성은 긍정적인 평가를 받았는데, 디지털 트렌즈는 GPU의 정격 320W TDP에도 불구하고 평균 전력 소비량이 271W였다고 밝혔다.
RTX 4080의 1199달러 가격은 RTX 3080에 비해 극적으로 증가했다는 비판을 받았다. RockPaperShotgun의 리뷰에서 제임스 아처는 RTX 4080이 "RTX 3080에 비해 상당한 향상을 보이지만, 가격 상승과 정확히 비례하지는 않는다"고 썼다. 또 다른 비판에서 RockPaperShotgun은 AIB 모델이 기본 1199달러 파운더스 에디션 가격을 크게 초과하여 추가적인 가치 고려를 야기할 수 있다고 강조했다. 그들이 검토한 Asus ROG Strix AIB 모델은 1550달러로 RTX 4090 파운더스 에디션보다 50달러 저렴했다. 더 버지의 톰 워렌은 AMD가 RDNA 3 GPU로 어떤 성능과 가치를 제공할지 기다려 볼 것을 추천했다. AMD의 직접적인 경쟁 상대인 라데온 RX 7900 XTX는 RTX 4080의 1199달러 가격에 비해 999달러로 출시되었다.
RTX 4080은 RTX 4090의 거대한 4슬롯 쿨러를 재사용했다는 비판을 받았는데, 이는 RTX 4080의 320W TDP를 냉각하는 데 필요하지 않다. 더 작은 쿨러로도 충분했을 것이다. 320W 및 350W TDP를 가진 RTX 3080과 RTX 3080 Ti는 2슬롯 쿨러를 유지했지만, 320W RTX 4080은 파운더스 에디션에서 3슬롯 쿨러를, 많은 AIB 모델에서는 4슬롯 쿨러를 사용한다.
RTX 4080의 판매량은 RTX 4090에 비해 상당히 부진했다고 보고되었으며, RTX 4090은 한 달 전 출시 당시 충격적인 매진을 기록했다. 전 세계적인 생계비 위기와 RTX 4080의 세대별 가격 인상은 판매 부진의 주요 원인으로 제시되었다.

### RTX 4070 Ti
RTX 4070 Ti로 재출시된 후 이 GPU는 엇갈린 평가를 받았다. 좋은 온도, 1080p 및 1440p 성능은 칭찬받았지만, 높은 800달러 가격에 비해 4K 성능은 약하다고 여겨졌다.
디지털 트렌즈의 제이콥 로치는 RTX 4070 Ti에 6/10점을 주며, RTX 4080에 비해 낮은 메모리 대역폭, 더 나쁜 4K 성능, 파운더스 에디션 모델의 부재를 비판했다. 보드 파트너 카드 가격이 800달러를 넘어설 것이라는 우려도 있었지만, 그는 자신의 유닛의 온도 성능과 효율성을 칭찬했다.
PCMag의 마이클 저스틴 앨런 섹스턴(Michael Justin Allen Sexton)은 ZOTAC RTX 4070 Ti Amp Extreme Airo 모델을 리뷰하며 3.5/5점을 주며, 카드의 큰 크기와 AMD의 직접적인 경쟁 상대인 라데온 RX 7900 XT보다 100달러만 저렴하다는 점을 비판했다. RX 7900 XT는 RTX 4070 Ti의 799달러 가격에 비해 899달러로 출시되었다.
RTX 4070 Ti 판매량은 출시 당시 RTX 4080과 마찬가지로 상당히 부진했다고 보고되었다.

### RTX 4070
출시 당시 디지털 트렌즈의 제이콥 로치는 RTX 4070에 4.5/5점을 주며, 효율성, 파운더스 에디션이 두 슬롯만 차지한다는 점, 1440p와 4K에서의 좋은 GPU 성능을 칭찬했다. 그러나 AMD 라데온 RX 7800 XT 출시 후, RTX 4070의 직접적인 경쟁 상대인 AMD의 모델과 비교하며, 디지털 트렌즈의 모니카 J. 화이트는 1440p에서의 더 나은 래스터화 성능, RTX 4070의 12GB에 비해 7800 XT가 16GB VRAM을 가지고 있다는 점, 7800 XT가 100달러 더 저렴하다는 이유로 RTX 4070보다 7800 XT를 추천한다고 말했다.
RTX 4070의 직접적인 경쟁 상대인 AMD 라데온 RX 7800 XT가 2023년 9월 6일에 출시된 후, 일부 RTX 4070 카드의 가격이 550달러로 인하되었고 Super 시리즈 출시 후 공식 MSRP가 550달러로 인하되었다.

### RTX 4060 Ti (8GB & 16GB)
RTX 4060 Ti 8GB는 2023년 5월 말에 출시되었다. 많은 리뷰어와 고객들은 이전 세대의 RTX 3060이 12GB VRAM으로 출시되었음을 지적하며, 이 카드의 출시에 적절한 비디오 메모리가 부족하다는 점을 엔비디아에 비난했다. 또한, 많은 리뷰에서 8GB 카드가 최신 표준에 충분하지 않다고 언급했다. 예를 들어 디지털 트렌즈는 "7월에 300달러에 8GB VRAM으로 출시될 예정인 RTX 4060에게는 의미가 있지만, 400달러 RTX 4060 Ti에게는 그렇지 않다. 이 가격과 성능에서 16GB 메모리를 갖거나 적어도 더 큰 버스 크기를 가져야 한다."고 말했다. 몇 주 후, 소비자들의 반발에 힘입어 엔비디아는 2023년 7월에 RTX 4060 Ti 16GB를 출시할 것이라고 발표했다.
그럼에도 불구하고 16GB 버전의 출시 자체는 의심을 받았다. 엔비디아는 Gamers Nexus, 하드웨어 언박스드, 라이너스 테크 팁스와 같은 유명한 이름들을 포함하여 리뷰를 위한 샘플을 보내지 않았다. 또한, AIB들도 엔비디아에 의해 리뷰용 카드를 제공하는 것이 금지되었을 가능성이 나중에 밝혀졌다. Gamesradar에 따르면: "499달러에 출시되는 엔비디아 RTX 4060 Ti 16GB는 논란의 여지가 있다. 보통 우리는 GPU가 가성비가 있는지 테스트하겠지만, 리뷰는 없을 것 같다. 어떤 면에서는 이해가 된다. 기존 8GB 모델과 거의 비슷한 성능을 보이겠지만, 더 많은 VRAM의 이점을 추가할 뿐이다."
유튜브 리뷰어 하드웨어 언박스드는 RTX 4060 Ti의 두 모델 모두를 비판하며, 8GB VRAM 모델을 "400달러에 터무니없이 나쁘다"고 불렀고 "솔직히 우리는 RTX 4060 Ti 8GB를 테스트할 필요도 없다. 얼마나 역겨운 가치 제품인지 알려줄 필요가 없다..."고 말했다. 그들은 8GB VRAM을 비판했는데, 이는 1080p에서 낮은 1% 낮은 프레임률을 유발하고 라스트 오브 어스 파트 1 및 칼리스토 프로토콜과 같은 게임에서 1440p에서 사용할 수 없는 1% 낮은 프레임률을 유발했다. 어 플레이그 테일: 레퀴엠 또한 레이 트레이싱을 활성화한 울트라 품질 프리셋뿐만 아니라 레이 트레이싱을 활성화한 높은 품질 프리셋에서도 1080p에서 사용할 수 없었는데, 이는 유사한 사용할 수 없는 1% 낮은 성능을 겪었기 때문이다. 헤일로 인피니트와 포스포큰은 1080p에서 낮은 1% 낮은 성능을 보이지 않았지만, 8GB RTX 4060 Ti에서는 VRAM 부족으로 인해 텍스처를 로드하지 못하는 경우가 있었다. 이는 16GB RTX 4060 Ti에서는 문제가 되지 않았지만, 16GB RTX 4060 Ti는 VRAM 부족 문제를 "해결"하기 위해 500달러가 들었으며, 이는 VRAM 제한을 제외하면 8GB RTX 4060 Ti보다 100달러 더 비쌌다는 비판을 받았다.

### RTX 4060
디지털 트렌즈의 제이콥 로치는 RTX 4060에 3/5점을 주며, 가격 대비 GPU의 낮은 성능, 낮은 8GB VRAM 용량, 느린 메모리 인터페이스 및 1440p에서의 성능을 비판했다. 그는 효율성은 칭찬했지만 "과거에는 RTX 4060이 작업용 GPU로 분류되었을 것이다... RTX 4060은 그 자리를 채우지 못하고 있다. 상당한 세대별 개선을 제공하지만 경쟁 성능은 중간이며, DLSS 3 및 레이 트레이싱에 의존하여 가치를 찾는다."고 말했다.

## 같이 보기
- 지포스 10 시리즈
- 지포스 16 시리즈
- 지포스 RTX 20 시리즈
- 지포스 RTX 30 시리즈
- 지포스 RTX 50 시리즈
- 에이다 러브레이스 (마이크로아키텍처)
- 엔비디아 쿼드로
- 엔비디아 테슬라
- 엔비디아 그래픽 처리 장치 목록
- 라데온 RX 7000 시리즈 - 비슷한 시기에 출시된 경쟁 AMD 시리즈